# Emil Paul Tscherrig
Emil Paul Tscherrig (Unterems, Valais, Suíça, 3 de fevereiro de 1947) é um diplomata e cardeal suíço da Igreja Católica que pertence ao serviço diplomático da Santa Sé.

## Biografia
Emil Tscherrig, o mais velho de oito filhos de uma família suíça de agricultores de montanha, ingressou no seminário em Sitten e depois em Givisiez depois de se formar no Colégio de Brig. Foi ordenado sacerdote em 11 de abril de 1974 e doutorou-se pela Pontifícia Universidade Gregoriana.
O Papa João Paulo II o nomeou para o serviço diplomático da Santa Sé em 1978, inclusive como secretário da embaixada com cargos em Uganda, Coréia do Sul, Mongólia e Bangladesh. O Papa João Paulo II conferiu-lhe o título de Prelado Honorário de Sua Santidade em 26 de novembro de 1992.
É fluente, além do alemão nativo, em francês, italiano, inglês e espanhol.
Em 4 de maio de 1996, João Paulo II o nomeou arcebispo titular de Voli e núncio apostólico na região de crise africana do Burundi. Recebeu a ordenação episcopal em 27 de junho do mesmo ano, na Basílica de São Pedro, do Cardeal Secretário de Estado Angelo Sodano, coadjuvado pelo cardeal Henri Schwery, bispo emérito de Sion e Norbert Brunner, bispo de Sitten.
Em 2000 foi nomeado núncio em Trinidad e Tobago, República Dominicana, Jamaica, Granada, Guiana, Santa Lúcia, São Vicente e Granadinas e Bahamas; a partir de 2001 também em Barbados, Antígua e Barbuda, Suriname e São Cristóvão e Nevis. Em 2004 assumiu as nunciaturas na Coreia e na Mongólia.

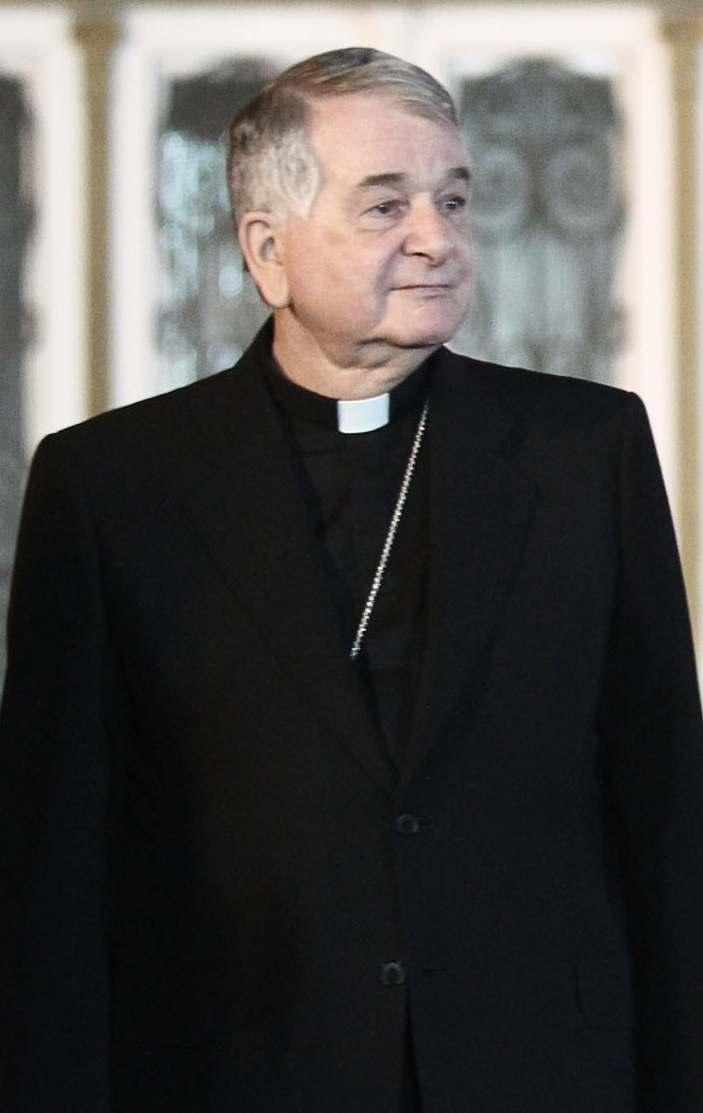
Emil Paul Tscherrig, como núncio apostólico na Argentina, em 2012.

Papa Bento XVI nomeou-o núncio nos países nórdicos da Suécia, Dinamarca, Finlândia, Islândia e Noruega em 2008, com sede perto de Estocolmo. Em 5 de janeiro de 2012, Bento XVI o nomeou ao Núncio Apostólico na Argentina com sede em Buenos Aires.
Na noite de sua eleição, o Papa Francisco ligou para Tscherrig para lhe pedir que informasse à hierarquia e à comunidade católica argentina que poderiam evitar fazer uma viagem intercontinental para assistir à missa de início do ministério petrino e poderiam, em vez disso, destinar o dinheiro a um ato de caridade.
Em 12 de setembro de 2017, o Papa Francisco nomeou Tscherrig como núncio na Itália e San Marino, com sede em Roma, sucedendo Adriano Bernardini. Ele é o primeiro não italiano a ocupar o cargo de Embaixador da Santa Sé junto ao governo italiano e em São Marinho.
Em 9 de julho de 2023, o Papa Francisco anunciou durante o Angelus que o criaria cardeal no Consistório de 30 de setembro de 2023. Recebeu o barrete vermelho e a diaconia de São José na Via Trionfale.
Em 11 de março de 2024, renunciou ao cargo de núncio apostólico na Itália e São Marinho.
É membro do Supremo Tribunal da Assinatura Apostólica, desde 4 de outubro de 2023, do Dicastério para as Causas dos Santos, desde 17 de fevereiro de 2024, da Comissão Cardeal Supervisora do Instituto para as Obras de Religião, e, a partir de 18 de maio de 2024, do Dicastério para os Bispos e da seção para a evangelização inicial e novas Igrejas particulares do Dicastério para a Evangelização.